# Ereklasse rugby 2025/26 (mannen)
Het Ereklasse-seizoen 2025/26 is het 85e seizoen van de Ereklasse rugby, het hoogste niveau van de Nederlandse rugby union competitie bij de mannen, waarin gestreden wordt om het landskampioenschap. Aan de competitie nemen 12 clubs deel. Het seizoen begint op 6 september 2025.

## Voorgaand seizoen
In het voorgaande seizoen is geen enkel team gedegradeerd. Zowel AAC als Bredase RC wist de play-off voor degradatie te winnen, waardoor er geen teams uit de Future en/of Eerste Klasse promoveerden. In de finale voor het landkampioenschap wist Haagsche RC te winnen van Rotterdamse RC, wat hen de 15e titel opleverde. 

## Teams
| Club                   | Plaats           | Coach                    | Stadion                      | Opgericht  |
| ---------------------- | ---------------- | ------------------------ | ---------------------------- | ---------- |
| Amsterdamse AC         | Amsterdam        | Paul Davey               | NRCA                         | 1930       |
| Bredase RC             | Breda            | Ronald Berrevoets        | Sportpark de Wisselaar       | 14-10-1975 |
| Cas RC                 | Castricum        | Frederic Roberti Vallori | Sportpark Wouterland         | 1968       |
| DIOK                   | Leiden           | Marshall Milroy          | Rugbystadion Smaragdlaan     | 28-03-1971 |
| RC The Dukes           | 's-Hertogenbosch | Andy Egonu               | Rugbystadion Pettelaer       | 04-02-1974 |
| Eemland                | Amersfoort       | Mitch McGahan            | Sportpark de Bokkeduinen     | 1977       |
| RC 't Gooi             | Naarden          | Sander van der Loos      | Sportpark Naarden            | 1933       |
| Haagsche RC            | Den Haag         | Hadley Jackson           | Rugbystadion Bouwmeesterlaan | 1932       |
| RFC Haarlem            | Haarlem          | Royd Hendriks            | Van der Aert Sportpark       | 1980       |
| RC Hoek van Holland    | Hoek van Holland | Bram Proost              | Sportpark de Rondgang        | 17-09-1974 |
| RFC Oisterwijk Oysters | Oisterwijk       | Daniel Geurs             | Sportpark de Wolfsputten     | 29-02-1976 |
| Rotterdamse RC         | Rotterdam        | Christiaan Ferreira      | Sportpark Duivensteijn       | 1940       |

## Resultaten
| Pos | Team             | Wed | W | G | V | Pnt | GV | GT | +/- |
| --- | ---------------- | --- | - | - | - | --- | -- | -- | --- |
| 1   | AAC              | 0   | 0 | 0 | 0 | 0   | 0  | 0  | 0   |
| 2   | Breda            | 0   | 0 | 0 | 0 | 0   | 0  | 0  | 0   |
| 3   | Castricum        | 0   | 0 | 0 | 0 | 0   | 0  | 0  | 0   |
| 4   | DIOK             | 0   | 0 | 0 | 0 | 0   | 0  | 0  | 0   |
| 5   | Dukes            | 0   | 0 | 0 | 0 | 0   | 0  | 0  | 0   |
| 6   | Eemland          | 0   | 0 | 0 | 0 | 0   | 0  | 0  | 0   |
| 7   | Gooi             | 0   | 0 | 0 | 0 | 0   | 0  | 0  | 0   |
| 8   | Haagsche         | 0   | 0 | 0 | 0 | 0   | 0  | 0  | 0   |
| 9   | Haarlem          | 0   | 0 | 0 | 0 | 0   | 0  | 0  | 0   |
| 10  | Hoek van Holland | 0   | 0 | 0 | 0 | 0   | 0  | 0  | 0   |
| 11  | Oysters          | 0   | 0 | 0 | 0 | 0   | 0  | 0  | 0   |
| 12  | Rotterdam        | 0   | 0 | 0 | 0 | 0   | 0  | 0  | 0   |

|  | Play-offs voor landskampioenschap                 |
|  | Play-offs degradatie naar Eerste of Future Klasse |

| Thuis \ Uit      | AAC | BRC | CAS | DIOK | DUK | EEM | GOOI | HRC | HAA | HVH | OYS | RRC |
| ---------------- | --- | --- | --- | ---- | --- | --- | ---- | --- | --- | --- | --- | --- |
| AAC              |     |     |     |      |     |     |      |     |     |     |     |     |
| Breda            |     |     |     |      |     |     |      |     |     |     |     |     |
| Castricum        |     |     |     |      |     |     |      |     |     |     |     |     |
| DIOK             |     |     |     |      |     |     |      |     |     |     |     |     |
| Dukes            |     |     |     |      |     |     |      |     |     |     |     |     |
| Eemland          |     |     |     |      |     |     |      |     |     |     |     |     |
| Gooi             |     |     |     |      |     |     |      |     |     |     |     |     |
| Haagsche         |     |     |     |      |     |     |      |     |     |     |     |     |
| Haarlem          |     |     |     |      |     |     |      |     |     |     |     |     |
| Hoek van Holland |     |     |     |      |     |     |      |     |     |     |     |     |
| Oysters          |     |     |     |      |     |     |      |     |     |     |     |     |
| Rotterdam        |     |     |     |      |     |     |      |     |     |     |     |     |